# خادوم

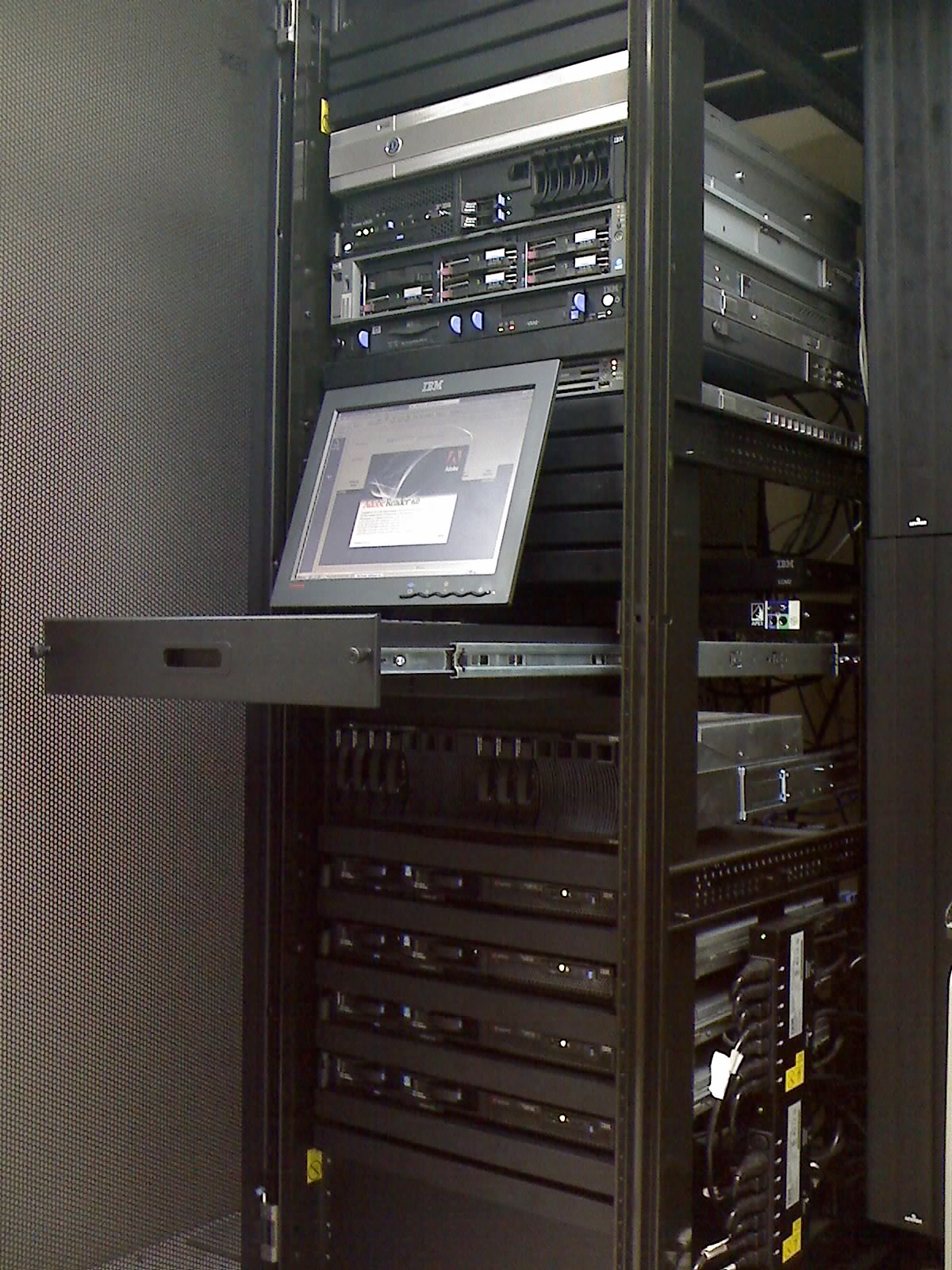
خادوم محمول على راك

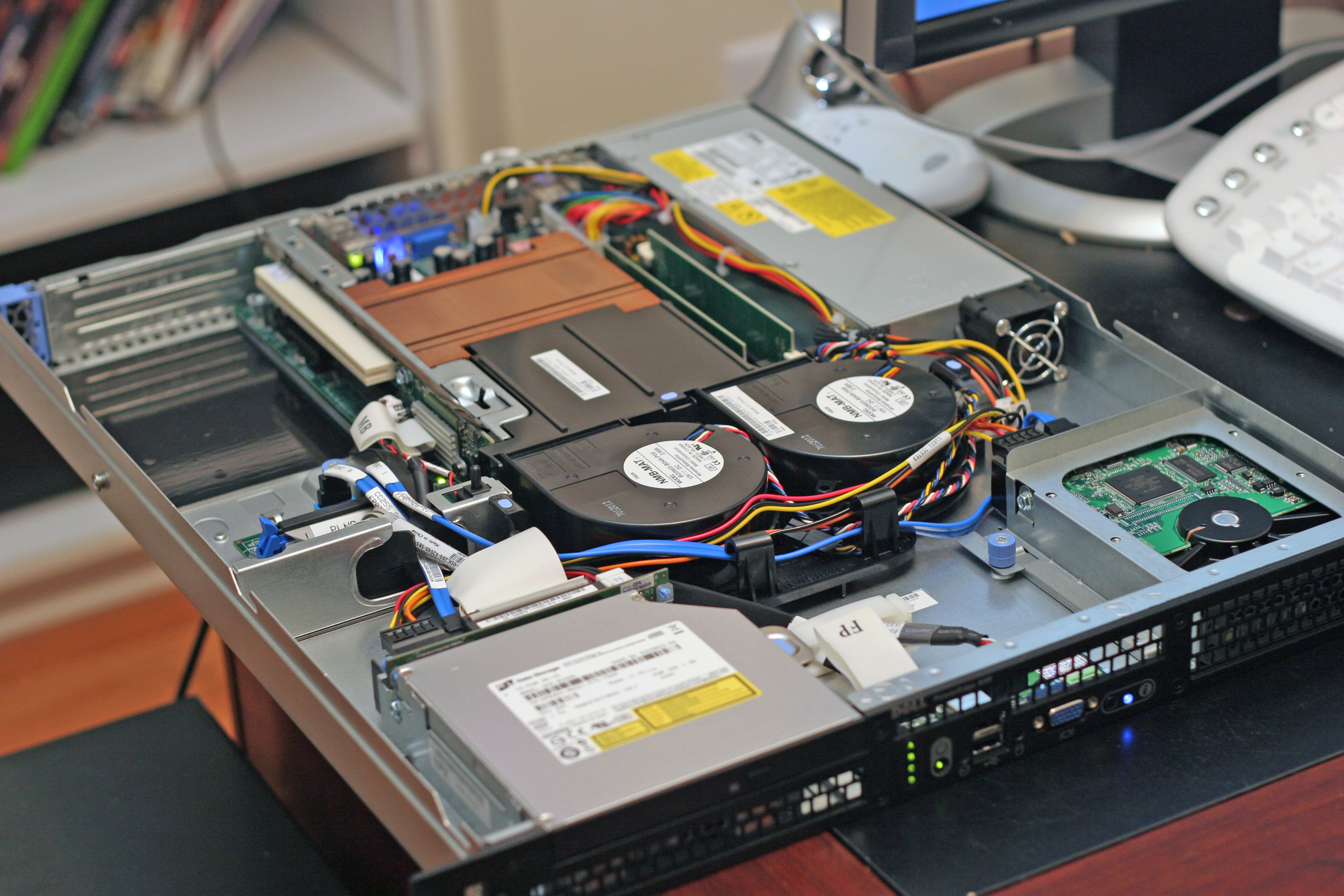
داخل خادوم ويب نموذجي.

في الشبكات الحاسوبية، الخادوم أو الحاسب الخَادِمُ أو المُخدِّم أو المُلَقِّمُ (بالإنجليزية: Server)‏ وتُقرأ سيرفر، هو جزء من حاسوب سواء كان عتادا أم برمجيات (برنامج حاسوبي) يوفر وظائف لبرامج أو أجهزة أخرى، تسمى «العملاء». تسمى هذه الهندسة نموذج العميل والخادوم. يمكن للخواديم توفير وظائف مختلفة، تسمى غالبًا «الخدمات»، مثل مشاركة البيانات أو الموارد بين عدة عملاء، أو إجراء عمليات حسابية للعميل.
في مجال تقنية المعلوماتية يطلق مصطلح خادوم على النظام سواء كان عتاداً أو برمجيات.
عادة ما تكون الخواديم العتادية ذات إمكانات متفوقة وتصميمات خاصة لتحمل العمل لفترات طويلة بلا انقطاع ولمواجهة الأعطال بكفاءة أكبر، إلا أن أي حاسوب يمكنه أن يقوم بدور الخادوم مبدئياً.
من أمثلة الخواديم الموجودة على الإنترنت: خواديم الويب وخواديم نقل الملفات وخواديم المحادثة باتفاقياتها المختلفة.
يمكن للحاسوب الواحد أن يكون خادماً وعميلا في الوقت ذاته في بعض أنواع العمليات، بحيث يلبي طلبات الحواسيب الأخرى كخادوم وفي نفس الوقت يمكنه أن يطلب منها أو من غيرها كزبون. في هذه الحالة توصف الحواسيب المتصلة باتفاقيات تحقق هذا الوضع بأنها أنداد.
كما يوجد نمط آخر تتبادل فيه العقدة على الشبكة دور الخادوم لزبون ودور الزبون لخادوم أخر، وفي هذه الحالة تكون بروكسي (بالإنجليزية: proxy)‏ بين كل من الزبون والخادوم الذين تتصل بهما، ولذلك استخدامات مختلفة.
كما ان سيرفرات مواقع الإنترنت أو الاستضافات يطلق عليها خواديم حيث تكون مجهزة بعدة أنظمة ليتم الدخول اليها من عدة اماكن وبسرعة وتقوم بتنفيذ العديد من العمليات المعقدة بذات الوقت وايضا خواديم قواعد البيانات  التي تكون مجهزة لتحليل البيانات وادراجها مثل البرامج المحاسبية وقواعد اوراكل.

## أسماء أخرى بالعربية
يعرف الخادوم بأسماء أخرى كـالخَادِمُ أو المُخَدِّمُ أو المِخْدَامُ أو المُلَقِّمُ أو المُزَوِّدُ، ومصطلح خادوم على وزن فاعول كحاسوب الذي هو من أوزان الآلة.

## متعددات الأدوار (ن-دور)
تطبيقا لمفاهيم التصميم العضوي فإن وظيفة الخادم قد تصمم بحيث تنقسم إلى عدة وظائف تقوم بأداءها عدة منظومات تكون كل منها خادم أو زبون لمنظومة أخرى في دور مختلف وتتصل بها باستخدام نفس الاتفاقية التي تتصل به المنظومة الكلية مع العملاء الخارجيين.
مثال على هذا تطبيقات مواقع الويب التي يكون فيها خادوم الويب زبوناً لخادوم قاعدة البيانات وربما يفصل بينهما خادوم للتطبيقات (بالإنجليزية: application server)‏ يحوي منطق الأعمال الذي يقدم خدمة الموقع من منظور المستخدمين، الآدميين ويتصل كل خادوم بالآخرين باتفاقية الإنترنت نفسه ولهذا يمكن أن تكون في أماكن مختلفة من الشبكة؛ وذلك في تصميم يسمي ن-دور، حيث ن هو عدد الأدوار في المنظومة الكلية.

## توزيع الأحمال
توجد تقنيات متنوعة لتوزيع الأحمال (بالإنجليزية: load balancing)‏ على عدة خواديم بحيث تتكاتف جهودها لتحمل الزيادة في الطلبات عن الحد الذي يمكن لأحدها تلبيته منفرداً.
فيما يتعلق باتفاقيات الاتصالات فإن هذه التقنيات يجري توفيقها من ناحية الخواديم بحيث لا تحتاج حواسيب الزبائن لإجراء معالجات إضافية أو تدرك أنها تتعامل مع أكثر من حاسوب واحد على الشبكة، وذلك لغياب هذا الجانب في التصميم الأصلي للاتفاقية واسعة الانتشار؛ إلا أن هذا قد لا يكون الحال في اتفاقيات أخرى.
هذه التقنيات تختلف عن مفاهيم الحوسبة الموزعة، وتتعلق أساساً بأسلوب التشبيك وربما يكون لها دعم على مستوى طبقة التطبيقات في بعض تطبيقات هذه التقنيات.